# Manchester (Vermont)
Manchester város az USA Vermont államában. Lakosainak száma 4484 fő (2020. április 1.).

## Népesség
A település népességének változása:
| Lakosok száma | 1276 | 1508 | 1599 | 1897 | 1907 | 2057 | 2139 | 2919 | 3622 | 4484 |
|               | 1790 | 1820 | 1840 | 1870 | 1890 | 1920 | 1940 | 1970 | 1990 | 2020 |